# Balzano

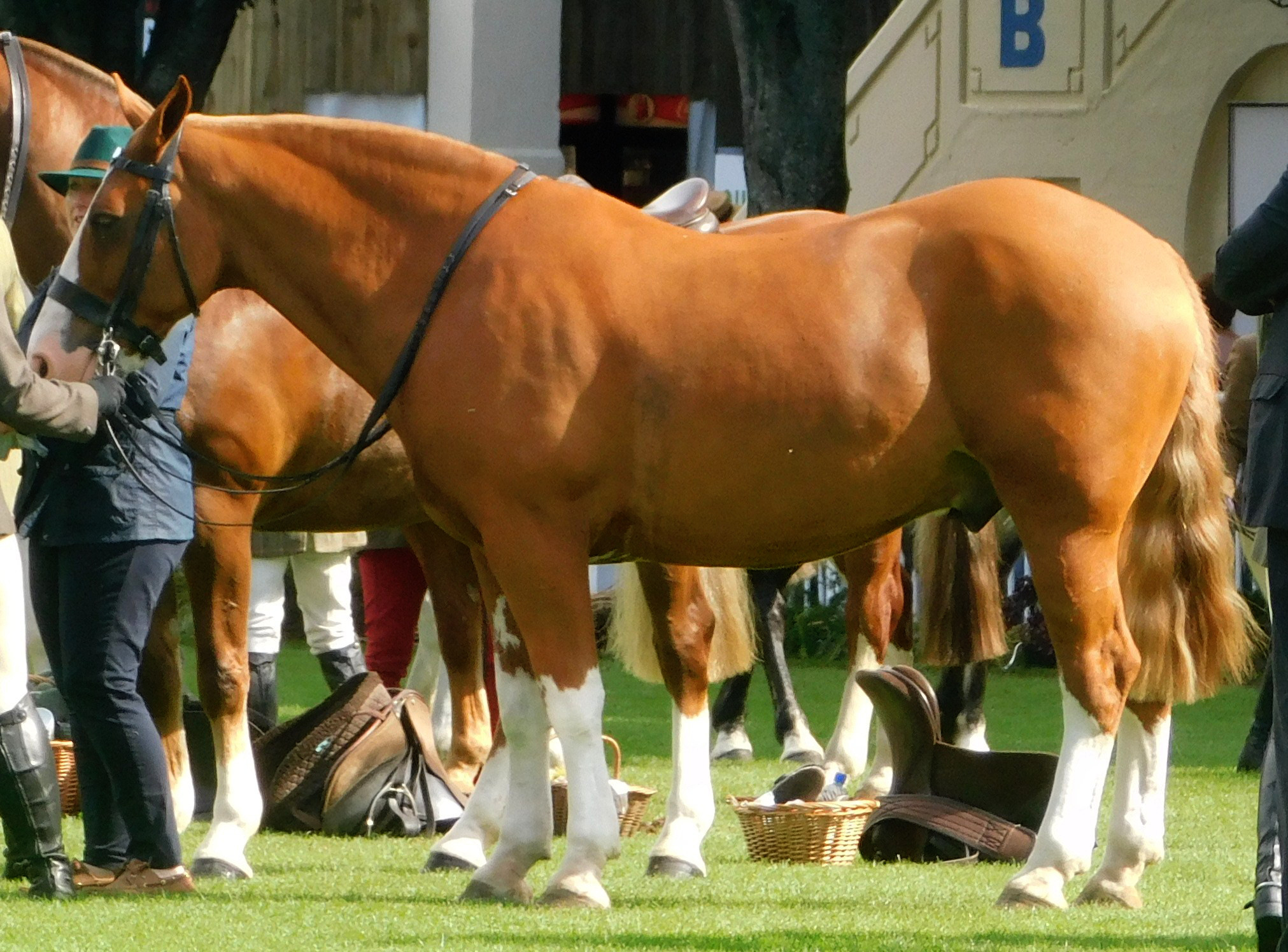
Cavallo balzano "da quattro"

Si dice balzano un cavallo che presenta delle macchie bianche (chiamate appunto balzane) sugli arti a partire dallo zoccolo.
Esistono quindi cavalli balzani "da uno", "da due", "da tre" o "da quattro", a seconda del numero di arti balzani che presentano.

## Tipi di balzana

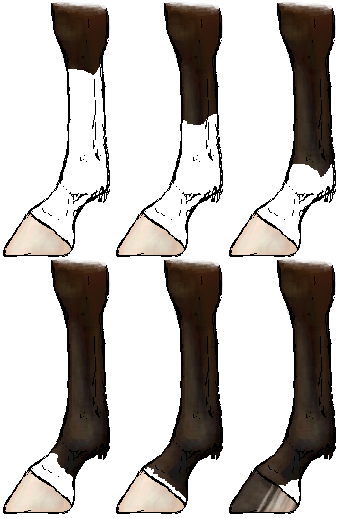
Alcuni esempi di "balzana"

Partendo dal basso, la balzana può essere:
- Traccia di balzana, limitata ad un solo lato della corona (zona più vicina allo zoccolo)
- Piccola balzana, se estesa fino al nodello
- Balzana calzata, se arriva allo stinco
- Balzana alto calzata, se supera il ginocchio
- Grande balzana, se invade interamente l'arto

## Cultura di massa
Pur non essendoci alcun collegamento, la tradizione popolare assegna al numero degli arti balzani caratteristiche legate alla bontà e alle qualità del cavallo stesso, con diverse varianti in Italia:
- Balzano da uno, non lo vendo a nessuno
- Balzano da uno, non lo vuole nessuno
- Balzano da due, non cavallo ma bue
- Balzano da due, più forte di un bue
- Balzano da tre, cavallo da Re
- Balzano da quattro, o lo vendo o lo baratto
- Balzano da quattro, cavallo tutto matto